# Taj Mahal (album)
Pour les articles homonymes, voir Taj, Mahal (homonymie) et Taj Mahal (homonymie).
 (août 2021).
Si vous disposez d'ouvrages ou d'articles de référence ou si vous connaissez des sites web de qualité traitant du thème abordé ici, merci de compléter l'article en donnant les références utiles à sa vérifiabilité et en les liant à la section « Notes et références ».
Taj Mahal est un album de blues de Taj Mahal, sorti en 1968.

## Liste des chansons
| No | Titre                              | Auteur               | Durée |
| -- | ---------------------------------- | -------------------- | ----- |
| 1. | Leaving Trunk                      | Sleepy John Estes    | 4:51  |
| 2. | Statesboro Blues                   | Blind Willie McTell  | 2:59  |
| 3. | Checkin' up on My Baby             | Sonny Boy Williamson | 4:55  |
| 4. | Everybody's Got to Change Sometime | Estes                | 2:57  |
| 5. | EZ Rider                           | Taj Mahal            | 3:04  |
| 6. | Dust My Broom                      | Robert Johnson       | 2:39  |
| 7. | Diving Duck Blues                  | Estes                | 2:42  |
| 8. | The Celebrated Walkin' Blues       | Traditionnel         | 8:52  |

## Musiciens
- Taj Mahal - Guitare, arrangements, harmonica, chant, guitare slide
- Ry Cooder - Guitare rythmique
- James Thomas - Guitare basse
- Sanford Konikoff - Batterie
- Jesse Ed Davis - Guitare principale[2]